# Hexacylloepus heterelmoides
Hexacylloepus heterelmoides is een keversoort uit de familie beekkevers (Elmidae). De wetenschappelijke naam van de soort werd in 1939 gepubliceerd door Howard Everest Hinton.